# کلاته عیسائی
کلاته عیسائی یک منطقهٔ مسکونی در ایران است که در دهستان عربخانه واقع شده‌است.